# Огонь в ночи (фильм, 1973)
«Огонь в ночи» (эст.: Tuli öös) — советский фильм 1973 года снятый на киностудии «Таллинфильм» режиссёром Валдуром Химбеком по книге Эно Рауда «Огонь в затемнённом городе».

## Сюжет
В годы Великой Отечественной войны в маленьком эстонском городке Пайде оккупированной немцами Эстонии, ведут борьбу с фашистами двое мальчишек Юло и Олева. Школьники выясняют, что мистер Велиранд, переехавший в квартиру их бывшего учителя, является приспешником фашистов, выдающим гестапо семьи красноармейцев. Они решают предупредить людей о провокаторе, и расклеивают листовки, призывая в них горожан не верить коллаборанту. А в день шестисотлетия восстания эстонцев против немецких феодалов — 23 апреля 1943 года — ребята на развалинах старинного замка, что возвышался над городом, дерзко зажигают костёр в знак того, что Эстония не покорилась немцам.

## В ролях
- Алар Оя — Юло
- Свен Мясес — Олев
- Катрин Тамре — Линда Вескоя
- Юри Каремяэ — Хельдур Марипуу
- Рейн Коорт — Гвидо
- Эстер Сокк — Эло
- Борис Вальд — Юри
- Юрий Макаров — Атс
- Хейно Мандри — Велирэнд
- Тийу Лукк — мать Юло
- Ита Эвер — гадалка
- Мати Клоорен — офицер СС, штурмбанфюрер
- Аксел Орав — отец Эло, коммунист
- Сирье Арби — мать Эло
- Ада Лундвер — госпожа Кярвет, тётя Линды
- Гунар Килгас — классный руководитель
- Эллен Алакюла — учительница истории
- Мильви Юргенсон — фройляйн Фрей, директор школы
- Тыну Аав — учитель литературы
- Эндель Симмерманн — сосед, хозяин овчарки
- Рауль Таммет — эпизод (в титрах не указан)
- Юхан Саар — эпизод (в титрах не указан)

## Критика
Критик Марет Лоо довольно критически отнесся к фильму, так он писал, что это: «ещё один эстонский фильм, который не привлекает и не волнует, но кажется простым, бесстрастным, скучным»(«Вечерний Таллин», 3 октября 1973). Мати Унт был более снисходителен к фильму, отмечая, что герои-подростки изображены с учётом возраста, кинематография фильма заслуживает признания — здесь маленький городок изображён поэтично, со съёмками сумерек и ночи, и несмотря на ряд недостатков, фильм заслуживает высокой оценки. (Sirp ja Vasar, 21 сентября 1973).